# 圣昂日和托尔赛
圣昂日和托尔赛（法語：Saint-Ange-et-Torçay，法語發音：[sɛ̃.t‿ɑ̃ʒ e tɔʁsɛ]）是法国厄尔-卢瓦省的一个市镇，属于德勒区。

## 地理
圣昂日和托尔赛（48°38'15"N, 1°13'31"E）面积16.61 平方千米，位于法国中央-卢瓦尔河谷大区厄尔-卢瓦省，该省份为法国北部内陆省份，北起顺时针与厄尔省、伊夫林省、埃松省、卢瓦雷省、卢瓦-谢尔省、萨尔特省和奧恩省接壤。
与圣昂日和托尔赛接壤的市镇（或旧市镇、城区）包括：圣迈姆-欧特里沃、方丹莱里布、沙坦库尔。

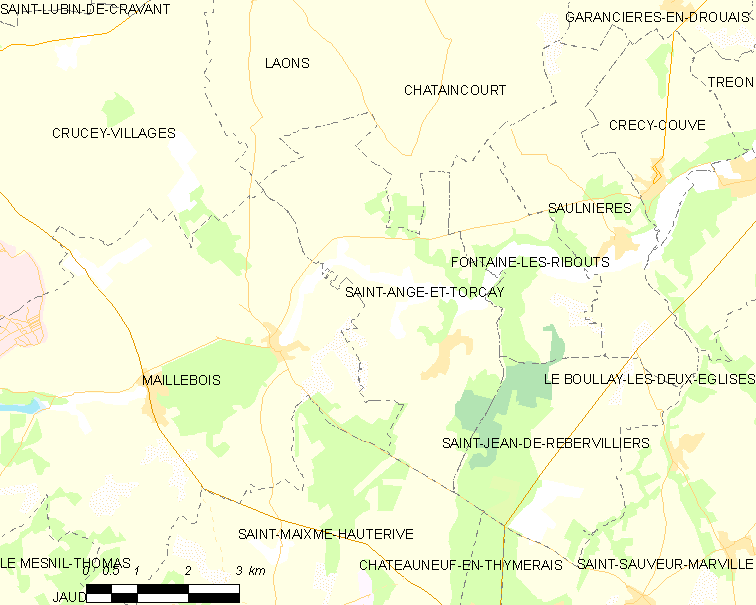
圣昂日和托尔赛的OSM定位图

圣昂日和托尔赛的时区为UTC+01:00、UTC+02:00（夏令时）。

## 行政
圣昂日和托尔赛的邮政编码为28170，INSEE市镇编码为28323。

## 政治
圣昂日和托尔赛所属的省级选区为圣吕班德容什雷县。

## 人口

1962-2008年间圣昂日和托尔赛人口变化图示

圣昂日和托尔赛于2022年1月1日时的人口数量为284人。